# Viola Burnham
Viola Victorine Harper, conocida como Viola Burnham (Nueva Ámsterdam, Guyana, 26 de noviembre de 1930-10 de octubre de 2003) fue una política guyanesa. Fue la primera vicepresidenta afrodescendiente del continente americano. Fue política del partido Congreso Nacional del Pueblo, de tendencia socialista. También fue la esposa de Forbes Burnham, primer ministro y presidente guyanés.

## Reseña biográfica
Era la más joven de ocho hermanos. Su padre, James Nathaniel Harper, era director de un colegio. Viola asistió a la escuela All Saints Scots y luego obtuvo una beca para continuar sus estudios en Berbice High School. Tras la muerte de su padre, la familia se trasladó a la capital, Georgetown. 
Después de terminar sus estudios de bachillerato, trabajó en un periódico llamado Argosy. Se encargaba de cubrir temas sociales y relacionados con la mujer. Luego, se dedicó a la enseñanza. Tras cuatro años como profesora en Broad Street Government School, solicitó y obtuvo una beca para realizar estudios en la Universidad de Leicester, en el Reino Unido. Se graduó en Latín y Griego clásico. Después, obtuvo un máster en Educación por la Universidad de Chicago (Estados Unidos).
En 1967 contrajo matrimonio con Forbes Burnham, uno de los fundadores del partido Congreso Nacional del Pueblo, primer ministro y luego, presidente del país. 
Como política, ejerció los cargos de vicepresidenta y ministra de Educación, Desarrollo Social e Infraestructura durante el mandato de su esposo y, tras su fallecimiento el 6 de agosto de 1985, bajo las órdenes de Hugh Desmond Hoyte. Fue vicepresidenta hasta 1991.
En Guyana hay un presidente y un primer ministro. El primer ministro es además el primer vicepresidente. Otros miembros del gabinete pueden ser nombrados vicepresidentes, pero siempre por debajo del primer vicepresidente y actuando más como vice primer ministro. En abril de 2018, la costarricense Epsy Campbell se convirtió en la primera vicepresidenta afrodescendiente del continente americano que ejerce funciones de primer vicepresidente.
Viola Burnham murió el 10 de octubre de 2003 víctima de un cáncer.

## Distinciones
- Orden de Romaira de Guyana, la segunda distinción más importante del país.[6]